# Glenea paramephisto
Glenea paramephisto é uma espécie de escaravelho da família Cerambycidae. Foi descrita por Stephan von Breuning em 1972.